# Straszyn (województwo pomorskie)

Nieoficjalny herb wsi Straszyn

Straszyn (niem. Straschin, kaszub. Straszino lub Straszënò) – wieś w Polsce położona w województwie pomorskim, w powiecie gdańskim, w gminie Pruszcz Gdański nad Radunią poniżej Jeziora Straszyńskiego, przy skrzyżowaniu drogi wojewódzkiej nr 222 z drogą ekspresową nr S6 oraz na trasie nieczynnej linii kolejowej Pruszcz Gdański – Żukowo – Kartuzy – Lębork. Transport publiczny obsługiwany jest w większości przez operatora wybranego przez gminę (obecnie Przewozy Autobusowe Albatros), ponadto przez autobusy przewoźników komercyjnych, dzięki którym miejscowość posiada połączenia autobusowe z Gdańskiem, Pruszczem Gdańskim oraz Starogardem Gdańskim.
W latach 1945–1975 miejscowość administracyjnie należała do tzw. dużego województwa gdańskiego, a w latach 1975–1998 do tzw. małego województwa gdańskiego.

## Charakterystyka
Miejscowość położona jest w dolinie Raduni, około 10 km na południowy zachód od Gdańska. Obecnie pełni funkcję mieszkaniową jako przedmieście Gdańska. W miejscowości powstało kilka osiedli bloków. Działa tutaj również Szkoła Podstawowa im. Ignacego  Krasickiego.
We wsi znajduje się duża liczba firm i przedsiębiorstw przemysłowych, oferujących różnego rodzaju usługi.
W Straszynie znajduje się również ujęcie wody pitnej dla Gdańska oraz trzy zabytkowe elektrownie wodne z 1910, 1934 i 1937. W źródłach dla miejsca, w którym znajduje się stara elektrownia wodna z 1937, podaje się nazwę Prędzieszyn (niem. Prangschin), niemniej obecnie rejon ten stanowi część Straszyna – istniejąca tu nieczynna stacja kolejowa posiadała nazwę Straszyn Prędzieszyn, w związku z czym błędne jest podawanie nazwy Prędzieszyn jako odrębnie istniejącej wsi. Podobna sytuacja tyczy się terenów o nazwie Kuźnice (niem. Hammermühle), również zaliczanych do powierzchni Straszyna.
W Straszynie znajduje się 5 pomników przyrody: aleja kasztanowców (26 kasztanowców, 3 klony pospolite, 2 dęby drobnolistne oraz 2 dęby bezszypułkowe), grupa drzew na dawnym cmentarzu (2 sosny pospolite, lipa drobnolistna i dąb szypułkowy) oraz głazy narzutowe o obwodzie 7 i 5,5 m znajdujące się za kościołem. Dodatkowo przy ul. Bocznej rośnie jesion wyniosły o obwodzie równym 2,9 m.
Na wzgórzu nad wsią wznosi się współczesny kościół św. Jacka, obok którego znajdują się zabytkowe płyty nagrobne rodziny Tiedemann – właścicieli Prędzieszyna, Goszyna, Rusocina, Grabin-Zameczku i Wojanowa, których prawdopodobne szczątki znaleziono w czasie budowy świątyni. Należący do nich dworek przetrwał wojnę, ale w późniejszym czasie spłonął.
Warto wspomnieć o zabytkowym budynku, gdzie na początku XX wieku mieściła się szkoła podstawowa, oraz o dwóch młynach wybudowanych w 1903 roku, które ze względu na modernizację terenu w 2008 roku zostały rozebrane. Dawny folwark to obecnie piekarnia Mielnik, za którą przed 1939 r. znajdowała się garbarnia (późniejszy Supon).
W okolicznych lasach znajdują się okopy pamiętające czasy II wojny światowej oraz grób nieznanych radzieckich żołnierzy-pilotów, którzy 23 marca 1945 (data na mogile) zginęli w katastrofie lotniczej nad Jeziorem Straszyńskim. Nad strumykiem za kościołem znajduje się cokół po dziale przeciwlotniczym z II wojny światowej.
W latach 70. XX wieku istniały ośrodki wypoczynkowe nad Jeziorem Straszyńskim (Goszyńskim).

## Historia
Pierwsze wzmianki sięgają XIV w., jednak ślady najstarszego dotąd odkrytego osadnictwa sięgają co najmniej pół tysiąca lat przed naszą erą. Pod koniec XIX w. istniało w Straszynie 20 domów, szkoła, dwa młyny. W kronice Straszyna znajdujemy informację, że tutaj zatrzymywały się karawany kupieckie wędrujące "szlakiem bursztynowym".
- 1321 – wielki mistrz Fryderyk de Wildeberk podaje, że Stanisławowi Skłodowiczowi i jego spadkobiercom nadał dobra Świńcz i Straszyn (Straschin), za to on i jego spadkobiercy mają zakonowi czynić służbę wojenną na koniu w kraju na każde zawołanie. Będą także pomagali przy budowlach warownych.
- 1411 – datę tę napotykamy na gdańskich tablicach woskowych Fryderyka ze Straszyna.
- 1454 – Mikołaj ze Straszyna występuje jako chorąży szlachty polskiej w Obwodzie Gdańskim.
- 1574 – uruchomiono papiernię o dwóch kołach wodnych, która posiadała trzy znaki wodne (filigrany).
- 1643-1657 w Straszynie mieszka Marcin Ruar – jeden z najbardziej wykształconych ludzi swojej epoki, duchowny i teolog ariańskiego zboru w Gdańsku.
- 1648 – Straszyn obejmował razem z wybudowanymi Hammermuelle (Kuźnice) 337 ha.
- XVIII w. - z wizytacji opata Rybińskiego dowiadujemy się, że liczący 98 osób (52 katolików i 46 akatolików) Straszyn należał do Mikołaja Skórzewskiego, podkomorzego pomorskiego, który utrzymywał tu tak dla własnej wygody jako też dla licznych swoich poddanych własną kaplicę. Jego małżonką Czapska.
- 1840 – Straszyn liczył 108 mieszkańców.
- 1885 – było tu 20 domów, szkoła ewangelicka, 2 młyny, hamernia – młyn wodny, 2 jarmarki na bydło i konie, hodowla krów i owiec. Miejscowość zamieszkiwało 138 katolików i 134 ewangelików (razem 272 osoby).
- 1910 – została oddana do użytku kosztem 4 mln marek w złocie pierwsza elektrownia wodna na Raduni o mocy 2411 kW.
- 1934 – ok. 200 osób zamieszkiwało Straszyn.
- 1945 – 2 elektrownie wodne w Straszynie i Prędzieszynie dostarczały prąd dla Gdańska. Po II wojnie światowej opuszczone przez mieszkańców gospodarstwa zostały zaludnione przez repatriantów z terenów wschodniej Polski.
- 1946 – według danych szacunkowych w Straszynie mieszkało ok. 60 osób. Otwarcie polskiej szkoły, prowadzonej przez Marię i Stanisława Cabajów[8].
- 1963 - rozbudowa szkoły (kolejne: 1991 i 2007)
- 1975 – rozpoczął się intensywny rozwój Straszyna w związku ze sprzedażą 58 działek budowlanych. W tym czasie powstało tzw. Pierwsze Osiedle.
- 1979 - liczba mieszkańców Straszyna przekracza 1050.
- 1982 – wyłączono Straszyn z parafii Matki Boskiej Nieustającej Pomocy w Pruszczu Gdańskim i utworzono nową parafię rzymskokatolicką, należącą do dekanatu Pruszcz Gdański w archidiecezji gdańskiej. Kościół konsekrowano w 1988 (architekt Szczepan Baum, w 1990 Nagroda I Stopnia Ministra Gospodarki Przestrzennej i Budownictwa za zrealizowany projekt kościoła).
- 2009 - zbudowano ul. Raduńską i Plażową oraz halę sportową przy szkole.
- 2011 - zbudowano ul. Dworcową.
- 2012 - zbudowano drogę do Juszkowa (po prawej stronie Raduni).
- 2013 - budowa ul. Pocztowej.
- 17 listopada 2013 – na powierzchni 7 tys. m kw. otwarto park integracyjny, powstały kosztem 1,2 mln  i obejmujący plac zabaw, skatepark, ściankę wspinaczkową, boisko do gry w bule, siłownię zewnętrzną oraz telebim do wyświetlania filmów fitness.
- 2015 - kosztem 5,3 mln zł powstała droga i ścieżka rowerowa od ul. Spokojnej wzdłuż drogi ekspresowej S6 do ul. Sadowej w Juszkowie[9].
- 26 listopada 2016 - otwarcie mediateki w zmodernizowanym budynku dawnej stacji kolejowej Straszyn Prędzieszyn.

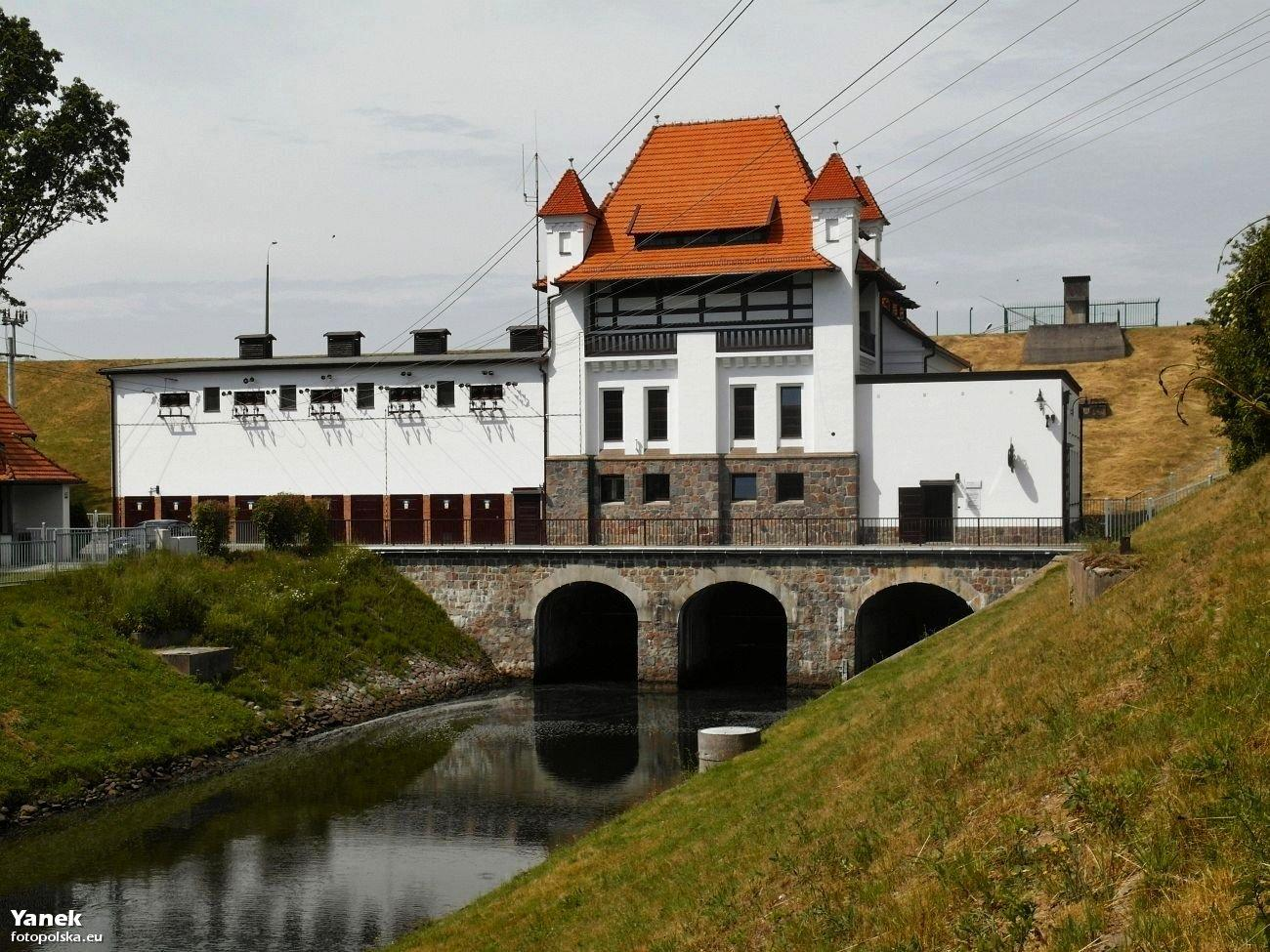
Elektrownia wodna

## Elektrownia wodna
Elektrownia w Straszynie została uruchomiona w październiku 1910 roku jako pierwsza siłownia na Raduni. Inwestycja powstała z inicjatywy rady powiatu Gdańskie Wyżyny, aby zapobiegać wiosennym powodziom, które zagrażały terenom na przedpolu fortów gdańskich (rejon na południe od miasta wzdłuż Motławy). Zbiornik retencyjny w Straszynie miał ograniczyć spływ wód roztopowych i zatrzymać rumowisko wleczone przez wezbraną Radunię.
Początkowo w elektrowni pracowały dwa hydrozespoły składające się z turbin Francisa o osi poziomej zamontowanych w kotłach stalowych i generatorów. W 1935 roku, gdy lepiej rozpoznano możliwości energetyczne stopnia w Straszynie, a zapotrzebowanie na energię elektryczną rosło, dobudowano trzeci hydrozespół o największej mocy i przepływie. Składał się on z turbiny śmigłowej pionowej i generatora. Ta pierwsza i najbardziej znacząca modernizacja elektrowni była podyktowana również potrzebą przystosowania Straszyna do pracy w kaskadzie z powstałymi w latach dwudziestych siłowniami w Łapinie i Bielkowie.
Podczas wojny elektrownia pracowała. Tuż przed wyzwoleniem Niemcy uszkodzili budowle hydrotechniczne i wywieźli część wyposażenia, jednak dzięki pomocy miejscowej ludności udało się odzyskać urządzenia. Naprawę uszkodzeń zakończono w połowie czerwca 1945 roku. Po raz pierwszy napięcie podano 19 czerwca 1945 roku do zasilania gdańskiej sieci tramwajowej.
Zbiornik elektrowni, zwany jeziorem Goszyńskim lub Straszyńskim, stanowił w latach powojennych, do wczesnych 70. XX w., ośrodek wypoczynkowo-rekreacyjny dla okolicznej ludności i gdańszczan.
Po wybudowaniu ujęcia wody pitnej dla Gdańska w 1983 roku objęty został strefą ochronną, zamknięty dla turystyki i rekreacji.
Dane techniczne
1. średni przepływ: 5,63 m³/s
2. moc instalowana: 2411 kW
3. przełyk instalowany: 24,0 m³/s
4. rzędna piętrzenia: 41,20 m n.p.m.
5. spad: 13,8 m
6. średnia roczna produkcja: 4,8x10(6) kWh
7. ilość turbozespołów: 3